# ケーヴァッタ経
『ケーヴァッタ経』（巴: Kevaṭṭa-sutta, ケーヴァッタ・スッタ）とは、パーリ仏典経蔵長部の第11経。漢訳で『堅固経』（けんごきょう）とも表現する。
類似の伝統漢訳経典として、『長阿含経』（大正蔵1）の第24経「堅固経」がある。
経名は、経中に登場する富豪の息子ケーヴァッタ（堅固）に因む。

## 構成

### 登場人物
- 釈迦
- ケーヴァッタ --- 富豪の息子

### 場面設定
ある時、釈迦はナーランダにある豪商パーヴァーリカのマンゴー園に滞在していた。
そこを訪れていた富豪の息子ケーヴァッタは、釈迦に「比丘たちに神通力を披露させれば、信者がもっと増えるのではないか」と提案した。釈迦は「魔術のごときもので奇跡を見せられ集められた者は、それに冷めると去っていくのであり、自分は説法で奇跡を見せる」として、十善戒、六根清浄、正念正智、三衣一鉢による満足、五蓋の除去（五禅支の生成）、四禅、六神通について述べる。
更に釈迦は、ある比丘が、「欲界を構成する四大元素（地・水・火・風）はいつ消滅するのか」を疑問に思い、六欲天を四天王→三十三天→夜摩天→兜率天→楽変化天→他化自在天と訪ねて周り、更にその上の色界の初禅天にいる梵衆天や大梵天を訪ね、それでも答えを得られず、仏陀に至り、ようやく「識が消えれば、色界も欲界も消える」という答えを得たという話を披露する。
ケーヴァッタは法悦する。

## 日本語訳
- 『南伝大蔵経・経蔵・長部経典1』（第6巻） 大蔵出版
- 『パーリ仏典 長部（ディーガニカーヤ）戒蘊篇II』 片山一良訳 大蔵出版
- 『原始仏典 長部経典1』 中村元監修 春秋社